# Рачендорф
Рачендорф (нем. Ratschendorf) — коммуна (нем. Gemeinde) в Австрии, в федеральной земле Штирия. 
Входит в состав округа Радкерсбург.  Население составляет 613 человек (на 31 декабря 2005 года). Занимает площадь 10,39 км². Официальный код  —  6 15 15.

## Политическая ситуация
Бургомистр коммуны — Антон Штраднер (АНП) по результатам выборов 2005 года.
Совет представителей коммуны (нем. Gemeinderat) состоит из 9 мест.
- АНП занимает 5 мест.
- СДПА занимает 4 места.